# Maison du Bailliage (Murat)
Pour les articles homonymes, voir maison du Bailliage.
La maison du Bailliage est une maison et un ancien tribunal situés en France sur la commune de Murat, en région Auvergne-Rhône-Alpes.

## Localisation
La maison du Bailliage se situe 8 place Gandillhon Gens d'Armes au centre de Murat.

## Historique
La justice à Murat dépendait de la vicomté jusqu'en 1541, date à laquelle l'ordonnance royale établit la résidence du lieutenant du bailli des « montagnes d'Auvergne ». La maison, utilisée comme logement pour un chanoine de la collégiale, fut vendue comme bien national à la Révolution.

### Protection
Les façades, les toitures et le plafond au premier étage sont inscrits au titre des monuments historiques par arrêté du 15 juillet 1985.

## Description
L'édifice, à quatre étages et des caves, conserve un décor sculpté du XVIe siècle au plafond du premier étage, indiquant qu'il servait de lieu de réunion pour le Tiers-Ordre franciscain.